# Picumnus aurifrons
A Picumnus aurifrons a madarak osztályának harkályalakúak (Piciformes) rendjébe, ezen belül a harkályfélék (Picidae) családjába tartozó faj.

## Rendszerezése
A fajt August von Pelzeln osztrák ornitológus írta le 1870-ben.

## Alfajai
- Picumnus aurifrons aurifrons Pelzeln, 1870
- Picumnus aurifrons borbae Pelzeln, 1870
- Picumnus aurifrons flavifrons Hargitt, 1889
- Picumnus aurifrons juruanus Gyldenstolpe, 1941
- Picumnus aurifrons purusianus Todd, 1946
- Picumnus aurifrons transfasciatus Hellmayr & Gyldenstolpe, 1937
- Picumnus aurifrons wallacii Hargitt, 1889[2]

## Előfordulása
Az Amazonas-medencében, Bolívia, Brazília, Kolumbia és Peru területén honos. Természetes élőhelyei a szubtrópusi és trópusi síkvidéki esőerdők és mocsári erdők. Állandó, nem vonuló faj.

## Megjelenése
Átlagos testhossza 7,5 centiméter, testtömege 8-10 gramm.

## Életmódja
Valószínűleg rovarokkal táplálkozik.

## Természetvédelmi helyzete
Az elterjedési területe rendkívül nagy, egyedszáma viszont csökken, de nem éri el a kritikus szintet. A Természetvédelmi Világszövetség Vörös listáján nem fenyegetett fajként szerepel.